# Juan Soriano (artysta)

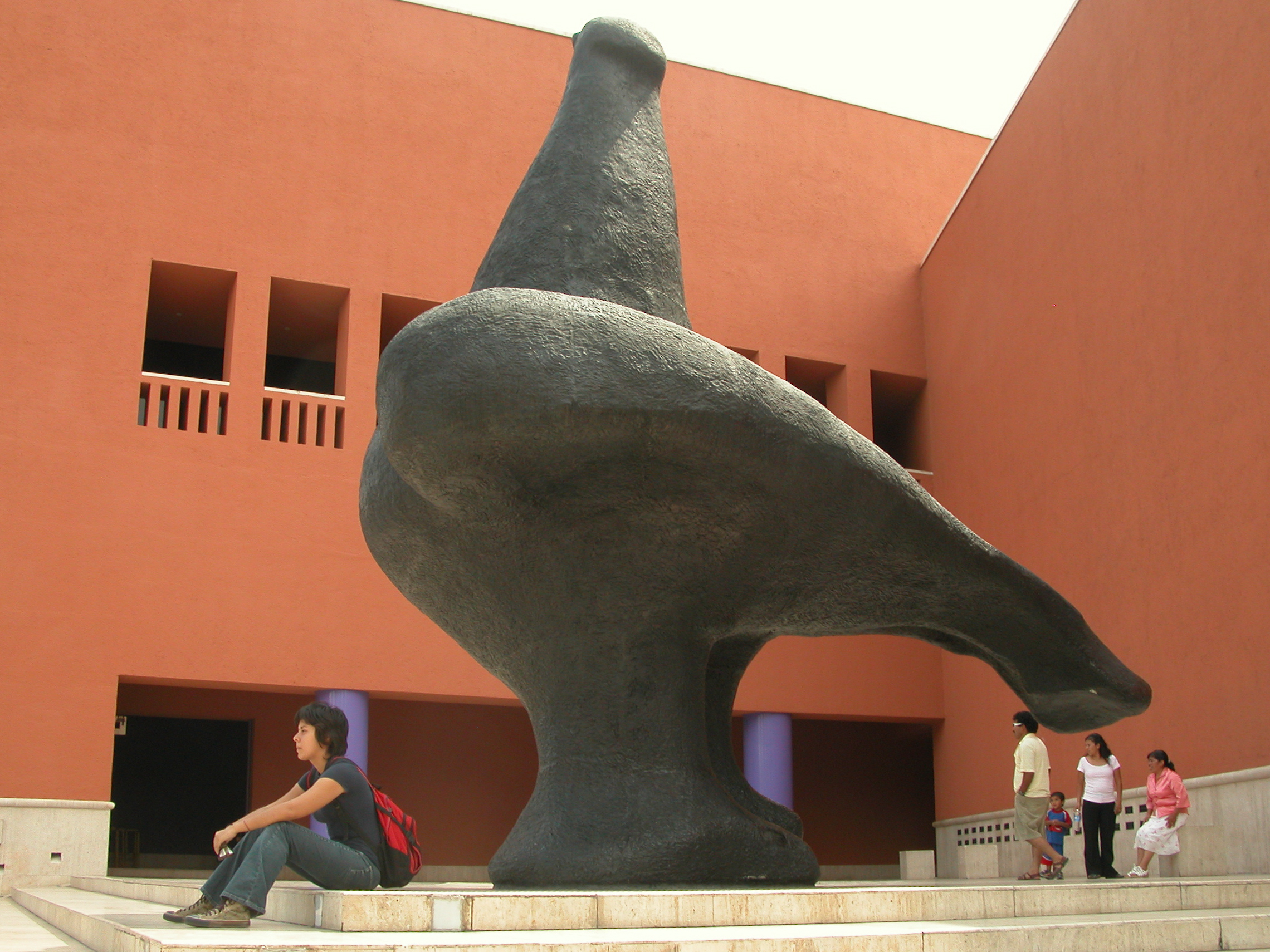
La Paloma (Gołąb) w Muzeum MARCO w Monterrey (1989)

Juan Soriano właśc. Juan Francisco Rodríguez Montoya (ur. 18 sierpnia 1920 w Guadalajarze (Meksyk), zm. 10 lutego 2006 w Tlalpan (dzielnica miasta Meksyk)) – meksykański artysta rzeźbiarz, malarz i twórca teatralny. Jego monumentalne rzeźby stoją w wielu lokalizacjach Meksyku, w Stanach Zjednoczonych, a także w Azji i Europie, w tym w Warszawie.

## Życiorys
Juan Francisco Rodríguez Montoya był synem Rafaela Rodrígueza Soriano i Amalii Montoya Navarro. Miał cztery starsze siostry. W 1933 roku jedna z jego sióstr przedstawiła go malarzowi Alfonso Michelowi Martínezowi, który nauczył go współczesnych stylów malarstwa ekspresjonistycznego i neobarokowego. Później uczył się u Francisco Rodrígueza „Caracalli” w Evolución Studio w Guadalajarze, gdzie uczyli się również Raúl Anguiano i Jesús Guerrero Galván. Pracował w tym czasie również u Jesúsa Reyesa Ferreiry, dzięki czemu spotykał znanych meksykańskich twórców oraz poznawał sztukę europejską.
W 1935 roku przeprowadził się (wraz ze swoją siostrą Martą) w wieku 15 lat do miasta Meksyk. W latach 1936–1937 uczył się w Escuela Noctura de Arte para Obreros m.in. u Emilio Caero i Santosa Balmoriego. W tym czasie poznał wielu znaczących intelektualistów, artystów i pisarzy Meksyku, jak: José Chávez Morado, Lola Álvarez Bravo i Manuel Álvarez Bravo, María Izquierdo, Xavier Villaurrutia, Carlos Pellicer, Octavio Paz (który napisał o nim kilka esejów), Rafael Solana (z którym podróżował do UC w Berkeley w 1938 roku), Isabel Villaseñor, Frida Kahlo, Lupe Marín czy Salvador Novo. Mieszkając w mieście Meksyk należał do kręgu towarzyskiego Octavio G. Barredy, współpracując z takimi czasopismami jak El hijo prodigo i La Revista de la Universidad de México. Soriano zaczął uczyć sztuki wkrótce po przybyciu do miasta Meksyk, zaczynając od Escuela Primaria de Arte w Secretaría de Educación Pública. Od 1939 do 1941 roku prowadził zajęcia z rysunku aktu w Escuela Nacional de Pintura, Escultura y Grabado „La Esmeralda”, ucząc takich uczniów jak np. Tomás Parra. Od 1961 do 1962 roku wykładał ceramikę w Escuela De Diseño y Artesanias w Instituto Nacional de Bellas Artes.
W latach 50. Soriano podróżował po świecie, dwukrotnie odwiedził Rzym, w tym w 1952 roku, Kretę w 1954 roku (namalował tam obraz Apolo y las musas). W 1963 roku w czasie podróży na Jukatan uległ wypadkowi samochodowemu, który zobrazował na El accidente (Wypadek). W 1969 roku, po dramatycznych wydarzeniach w Meksyku (masakra w Tlatelolco), wrócił do Rzymu, gdzie mieszkał do 1975 roku, studiował tam sztukę klasyczną.
W 1974 roku w czasie wizyty w Paryżu Soriano poznał polskiego muzyka i tancerza Marka Kellera (1946–2023), którego przedstawił mu pisarz Sergio Pitol. Związał się z nim do końca życia. Marek Keller został nie tylko jego partnerem życiowym, ale również menedżerem, marchandem, promotorem, a później również jego opiekunem. Soriano jedynie tworzył, a całą resztą zarządzał Marek Keller. W 2004 roku założyli wspólnie w Meksyku fundację Fundación Juan Soriano y Marek Keller A.C.
Juan Soriano zmarł 10 lutego 2006 roku w wieku 85 lat w Instituto Nacional de Nutrición Salvador Zubirán w mieście Meksyk.
Od tego czasu Keller pracował nad promowaniem spuścizny artysty w różnych częściach świata.

## Twórczość
Prace Soriano obejmują malarstwo, rzeźbę, ceramikę, prace graficzne, ilustracje, gobeliny oraz scenografię i projektowanie kostiumów do dzieł takich jak Eugène Ionesco, Pedro Calderón de la Barca, Francisco de Quevedo, Juan Ibáñez i inni. Prace te są klasyfikowane jako część drugiej fali meksykańskiego ruchu muralistycznego. Były wysoko cenione przez różnych pisarzy, w tym Octavio Paza, Carlosa Pellicera i Elenę Poniatowską, a krytyk sztuki Luis Cardoza y Aragón mówił, że był poetą, wnikliwym malarzem wizualnych przypowieści.

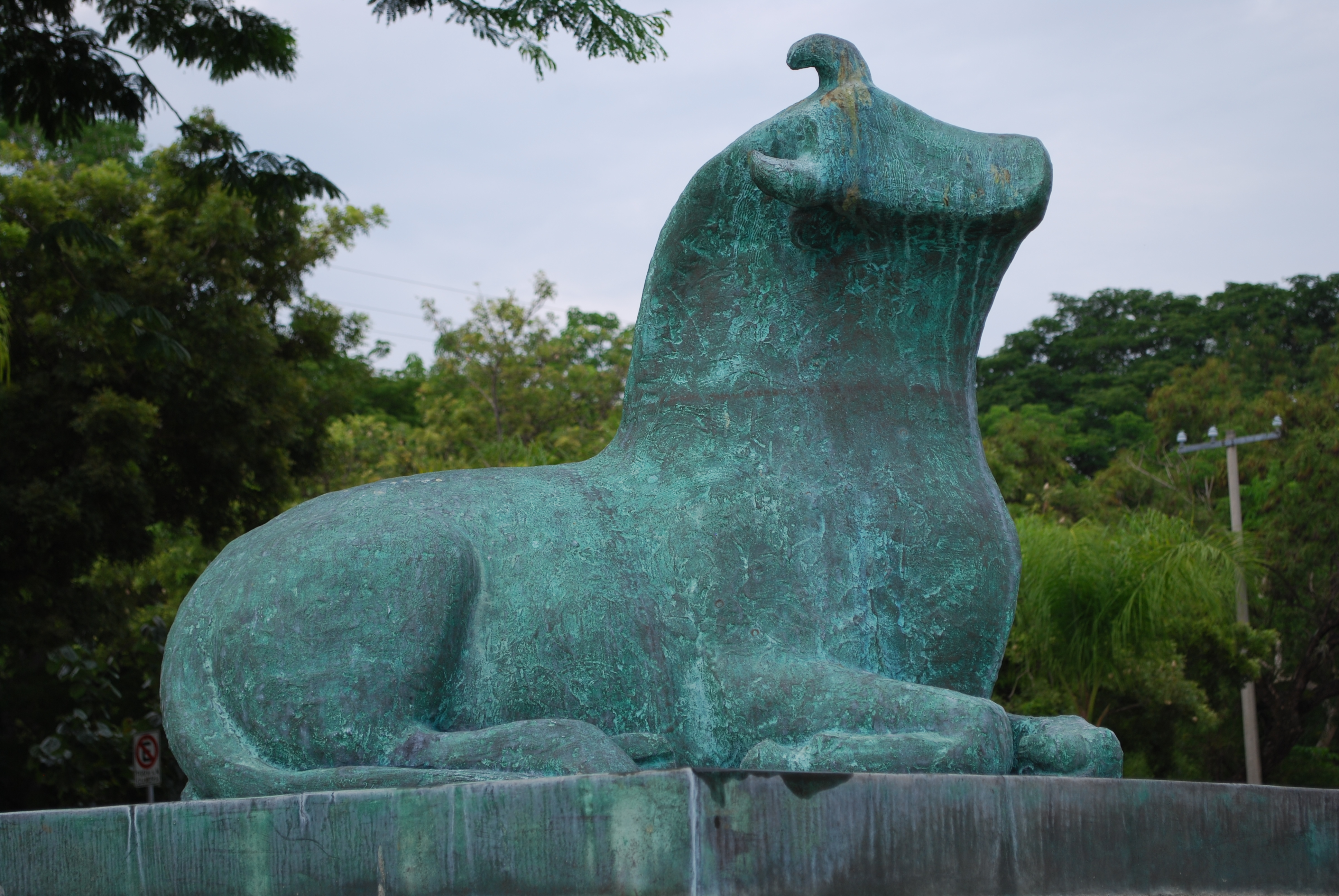
Rzeźba El Toro (Byk) stojąca przed Casa de Cultura w Colimie w Meksyku

### Rzeźba
Podczas swojej kariery Soriano stworzył szereg monumentalnych rzeźb, które można zobaczyć w Meksyku, Stanach Zjednoczonych i Europie. Tworzył w ceramice oraz w brązie. Do najbardziej znanych jego rzeźb należą: El Toro (Byk) w parku Tomás Garrido Canabal w Villahermosa (1987), La Paloma (Gołąb) w Muzeum MARCO w Monterrey (1989), La Ola (Fala) dla World Trade Center w Guadalajarze (1989), El Caracol (Ślimak) dla Muzeum Amparo w Puebla (1989), La Luna (Księżyc) dla Narodowego Audytorium w mieście Meksyk (1993), La Sirena (Syrena) dla Plaza Loreto tamże (1994), Dafne dla budynku Arcos-Bosques w mieście Meksyk (1995), Mano (Ręka)  dla siedziby Herdez Group tamże (1995), dwie rzeźby na Expo 2000 w Hanowerze w Niemczech, sześć monumentalnych rzeźb dla różnych części Meksyku w 2003 roku. Ponad dwadzieścia jego prac stoi w Ogrodzie Rzeźb w Owczarni pod Warszawą.
W centrum Warszawy stoi jego rzeźba Torreador – przed budynkiem Warsaw Financial Center, na rogu ulic Emilii Plater i Świętokrzyskiej w Warszawie, podarowana miastu przez Marka Kellera w 2014 roku.

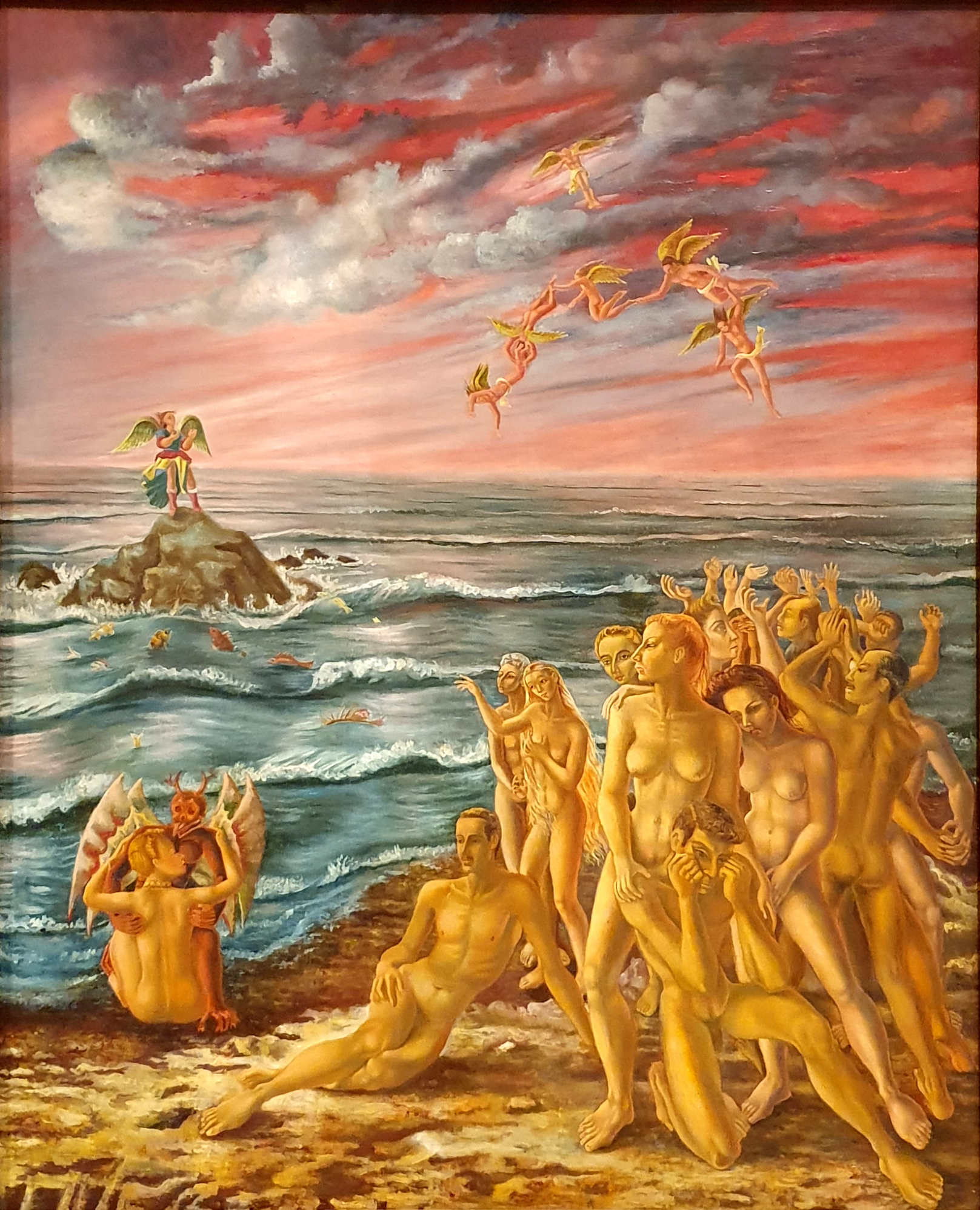
Plaża (1943), Museo Nacional de Arte, Meksyk (miasto)

### Malarstwo i grafika
Jego styl malarski zmienił się niemal gwałtownie w połowie lat 50. XX wieku, co zaznaczyło się takimi dziełami jak La Carrera de bicicletas, Apolo y las muas i Peces luminosos, a także portretem Marii Zambrano, na którym można zauważyć wpływy malarza Roberto Matty. W latach 60. XX wieku Soriano przez krótki czas eksperymentował z malarstwem abstrakcyjnym.  Był znanym portrecistą o stylu, który Teresa del Conde określiła jako zawsze czytelny, a jednocześnie dziwnie problematyczny.  Duża część jego wczesnych prac to portrety tworzone z wyboru lub na zamówienie, podobne do tych wykonywanych przez Julio Castellanosa i Federico Cantú. Jedną z cenniejszych serii portretów były portrety modelki i powieściopisarki Lupe Marín z lat 60. XX wieku. Soriano stwierdził, że malarstwo jest raczej formą intuicji wykraczającą poza świadome życie.
Jego prace graficzne są mniej znane, ale zaczął je tworzyć w 1944 roku i kontynuował do 2001 roku. W 1975 roku otrzymał zlecenie na wykonanie prac graficznych w paryskim warsztacie Bramsen et Colt, co spowodowało, że dzielił swój czas między Paryż i Meksyk. Jedną z godnych uwagi serii są interpretacje prac Juana Rulfo.

### Ceramika
W latach 1951–1953 przebywał w Rzymie, gdzie pracował nad ceramiką z Chilijczykami Piero i Andreą Cacellą, a w latach 60. zaczął tworzyć również dzieła z brązu.

### Poezja i ilustracje
Jego zamiłowanie do poezji i współpraca z wieloma pisarzami zaowocowały współpracą ilustratorską przy wielu projektach. W 1953 roku zilustrował książkę Homenaje a Sor Juana pod redakcją Juana José Arreoli w zbiorze „Los Presentes”. W 1967 roku zilustrował El Bestiario Guillaume'a Apollinaire'a. W roku 1979 zilustrował okładkę książki Octavio Paza Xavier Villarrutia en persona y en obra. W 1980 roku stworzył zbiór trzydziestu dwóch rycin z tekstem Sergio Pitola zatytułowany El único argumento. W 1989 roku zaczął ilustrować książkę Antológico Animalía autorstwa Alfonso Reyesa. W 2003 roku zilustrował La Fuerza del Destino Juliety Campos i El Aguila o Sol Octavio Paza.

### Teatr
Soriano poświęcił większość swojej kariery od lat 30. do 60. XX wieku teatrowi, zaczynając jako dziecko od pracy z lalkami. Duża część tej pracy miała miejsce z grupą, którą stworzył z Jaime García Terrés, Leonorą Carrington i innymi, zwaną Poesís en Voz Alta, którą Carlos Monsiváis uznał za wyzwalający ruch teatru w Meksyku. Większość tej pracy dotyczyła projektowania scenografii i kostiumów, np. dla Teatro del Sindicato de Electricistas, Teatro Orientación (z Celestino Gorostizą), Teatro El Caballito i Teatro Sullivan. W latach 40. napisał i doprowadził do premiery baletu z Diego de Mesą zatytułowanego El pájaro y las doncellas, opartego na obrazie Carlosa Méridy, z muzyką by Carlosa Jiméneza Mabaraka. Projektował również scenografie i kostiumy teatralne do: Pokojówki Jeana Geneta i Elektry Sofoklesa.

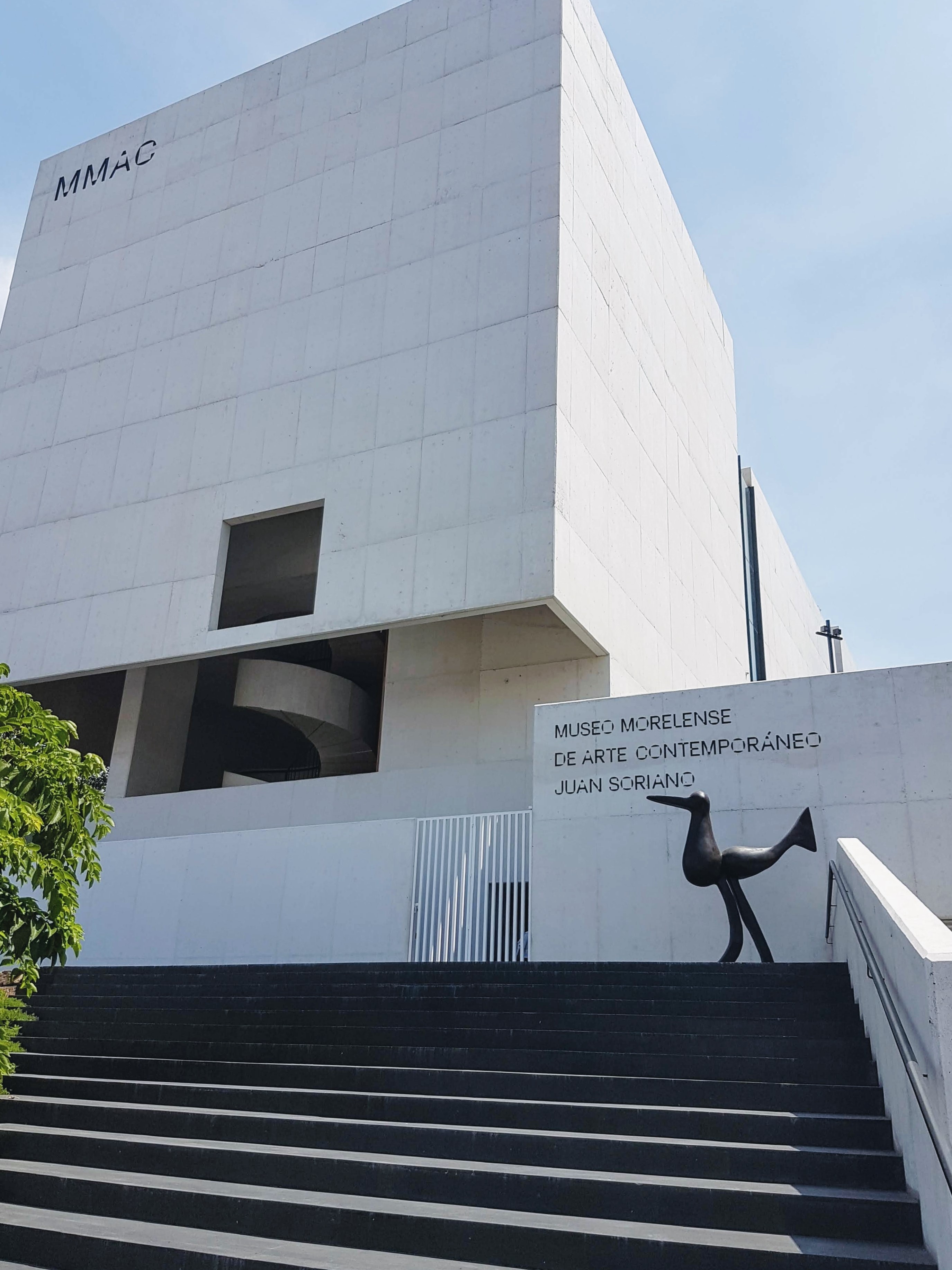
Budynek Museo Morelense de Arte Contemporáneo (MMAC) Juan Soriano

### Tkactwo
W 2003 roku pracował nad projektem gobelinu o tematyce śmierci dla pracowni Gobelinos w Guadalajarze.

### Literatura
Juan Soriano pisał eseje o sztuce, m.in. esej Malarstwo abstrakcyjne, czy esej o Pablu Picassie.

## Muzea Juana Soriano

### Museo Morelense de Arte Contemporáneo (MMAC) Juan Soriano
Muzeum to zostało otwarte 8 czerwca 2018 roku w Cuernavaca. MMAC to projekt JSa Arquitectura pod kierownictwem architekta Javiera Sáncheza Corrala. Jest to największa przestrzeń wystawowa w stanie Morelos. Jest podzielona na dwie galerie umożliwiające wystawy czasowe: Central Gallery i Cube, oraz na przestrzeń multidyscyplinarną nazwaną Open Forum. W Muzeum jest biblioteka, ogród rzeźb i warsztaty na potrzeby programów edukacyjnych.
Muzeum zajmuje powierzchnię 4455 metrów kwadratowych. Jego budowa kosztowała 14,8 miliona USD.  W jego zbiorach znajduje się 1200 dzieł Soriano, w tym rzeźby, obrazy, rysunki i fotografie.

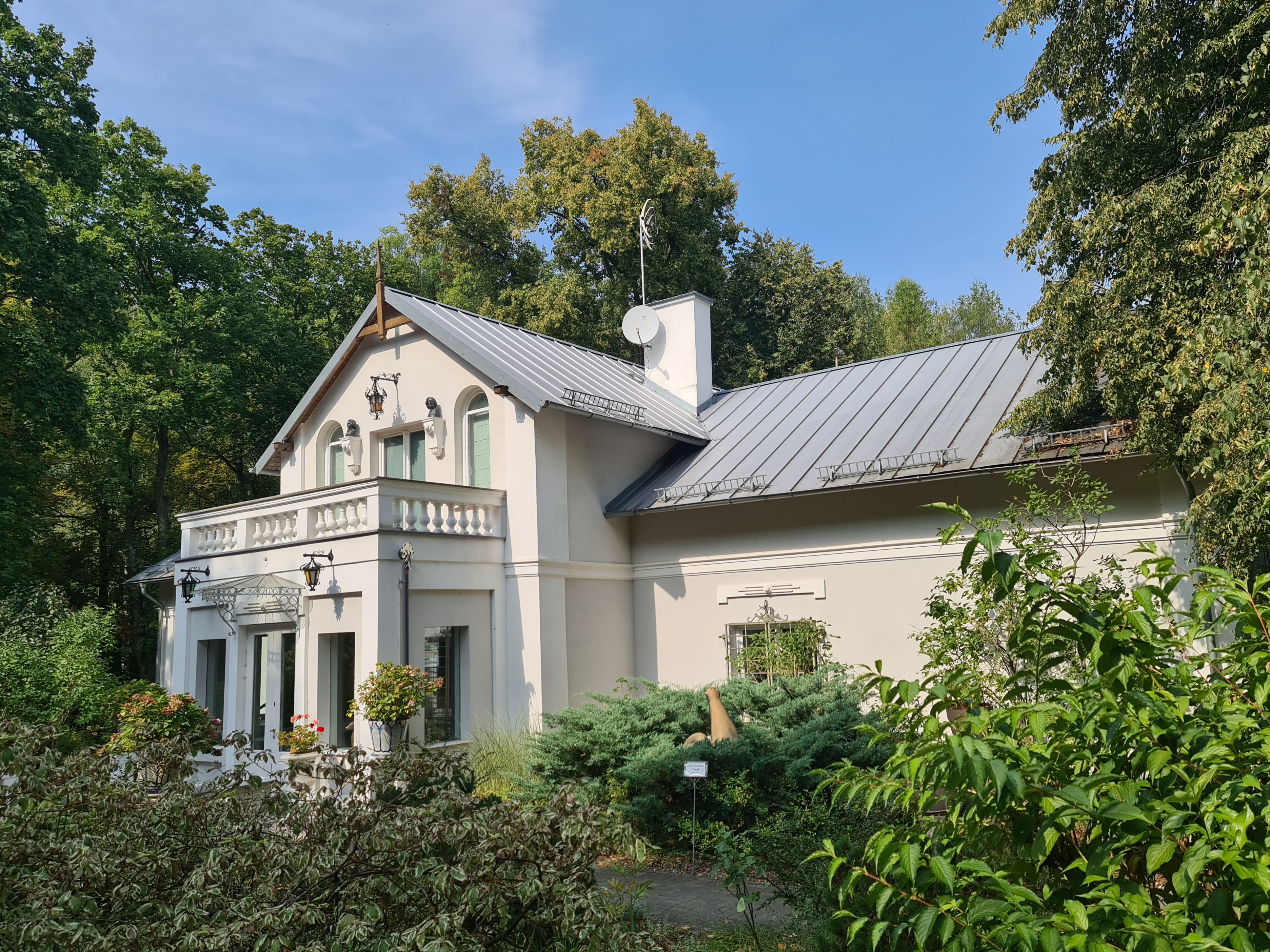
Dworek „Kazimierówka” w Owczarni (2024)

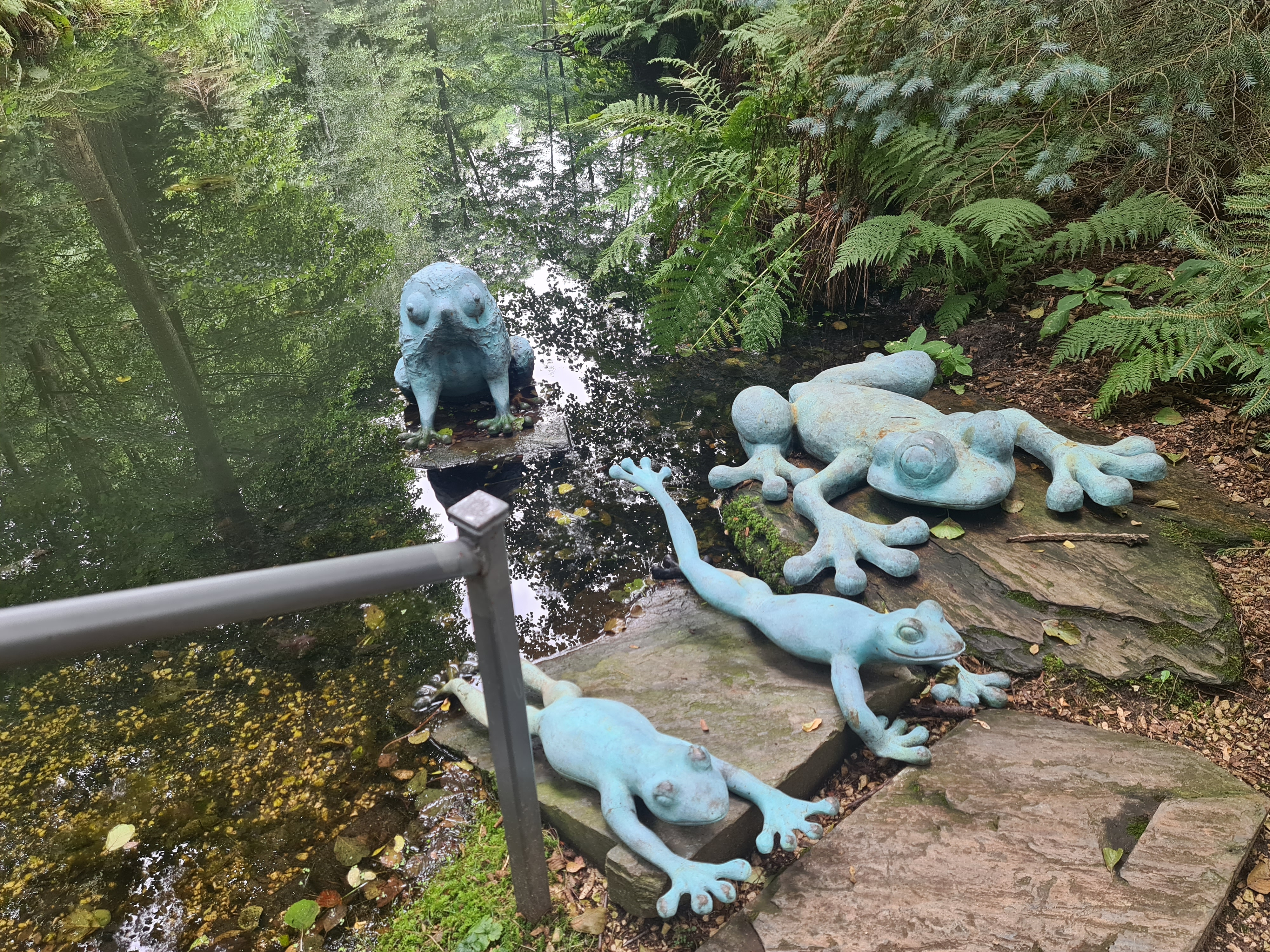
Rzeźba Żaby – Rodzina w Ogrodzie Rzeźb Juana Soriano w Owczarni

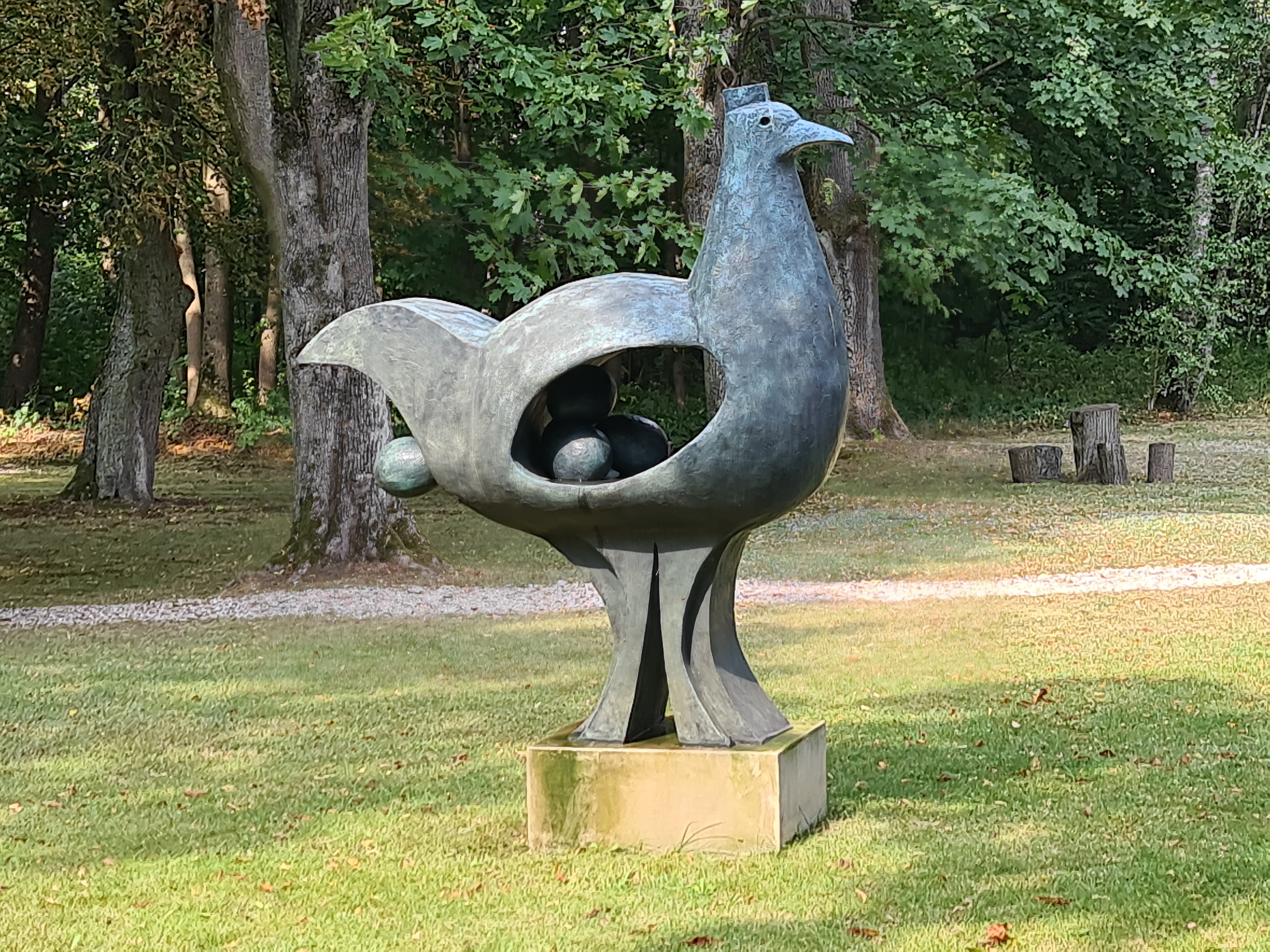
Rzeźba Kura w Ogrodzie Rzeźb Juana Soriano w Owczarni

### Inne instytucje
Inne instytucje zostały nazwane na cześć artysty, jak Galería Juan Soriano w Centro Nacional de las Artes, a w 2012 roku ustanowiono Nagrodę Rzeźbiarską Juana Soriano.

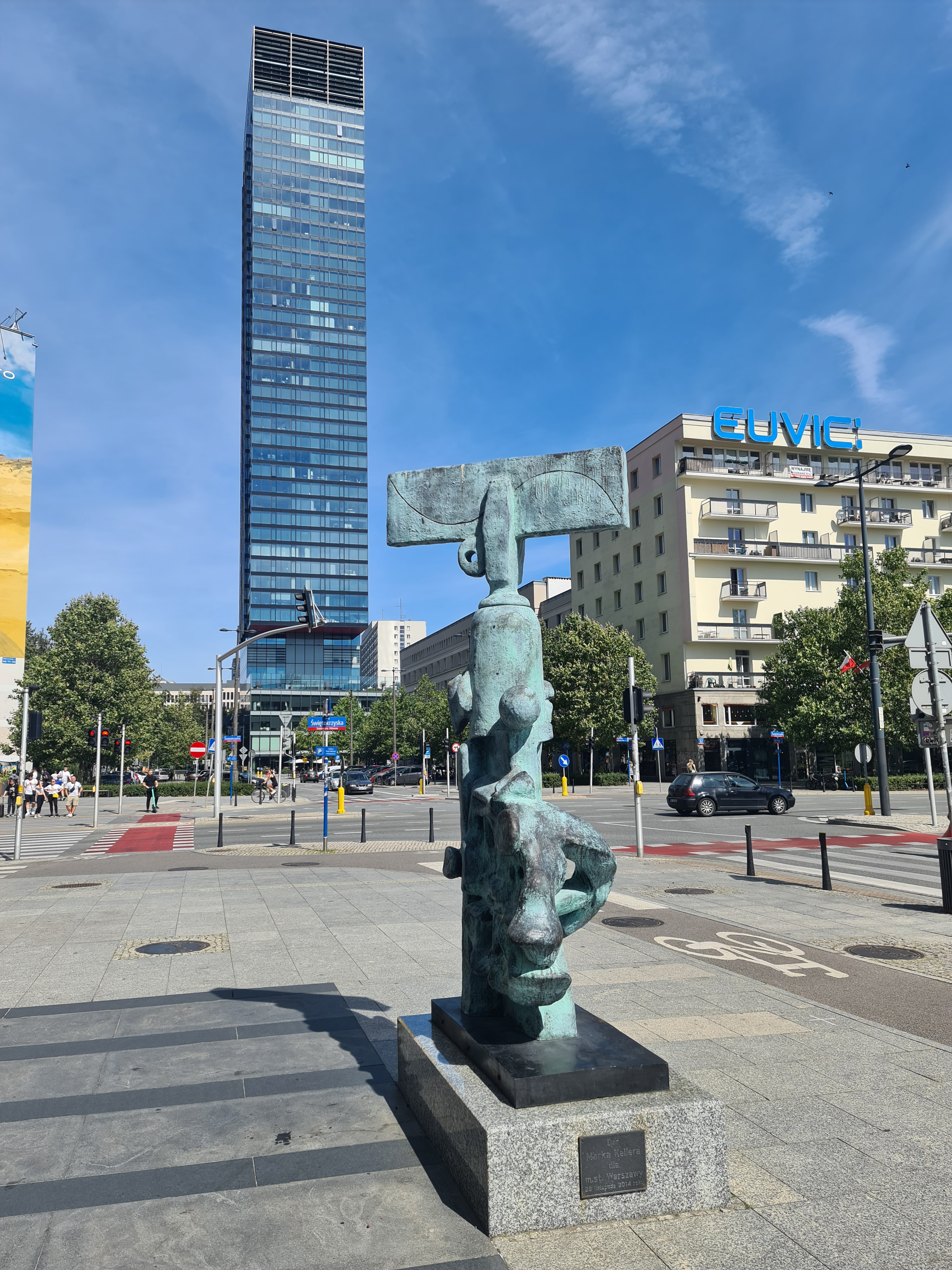
Toreador w Warszawie przy rogu ulic Świętokrzyskiej i Emilii Plater

## Ważniejsze wystawy
Dzieła Juana Soriano były eksponowane na 166 wystawach na całym świecie. Były to m.in.:
- pierwsza wystawa Juana Soriano odbyła się w 1935 roku (miał wtedy 15 lat) w Muzeum w Guadalajarze[5]
- wystawa na zakończenie kursu Escuela Noctura de Arte para Obreros w Palacio de Bellas Artes
- pierwsza indywidualna wystawa po studiach w 1936 roku w Galería de Arte Mexicano w mieście Meksyk[3]
- wystawa w Galería de Arte na Uniwersytecie Narodowym Autónoma de México[6]
- w 1956 roku wystawa w Galerii Schneider w Rzymie, co było pierwszą z wielu indywidualnych wystaw w Europie, a także w miejscach w Meksyku, takich jak Galeria Antonio Souza, Galeria Rutherford w San Francisco[6][13]
- w 1959 roku wystawa całokształtu twórczości w Museo de Arte Moderno i Palacio de Bellas Artes
- w 1963 roku Casa del Lago Juan José Arreola w mieście Meksyk zorganizowała wystawę retrospektywną w uznaniu jego twórczości teatralnej
- w 1966 wystawa w Palacio de Bellas Artes (Pałac Sztuk Pięknych) w mieście Meksyk[7]
- wystawa serii portretów, które stworzył tylko z Lupe Marín jako modelką w Galerii Misrachi
- wystawa w Museo de Arte Moderno trzydziestu prac na dużą skalę i trzydziestu małych stworzonych w latach 70. w wyniku otrzymania stypendium od Fundación Cultural Televisa[5][6]
- w 1985 roku wystawa w warszawskiej Zachęcie pt. Juan Soriano. Malarstwo, rzeźba, grafika. Luty 1985
- w 1985 roku, z okazji 50. roku jego twórczości artystycznej, Instituto Cultural Cabañas i Palacio de Bellas Artes zorganizowały wystawy retrospektywne[5][19]
- w 1990 roku Narodowe Muzeum Sztuki Meksykańskiej zorganizowano wystawę jego dzieł w uznaniu dla jego twórczości
- w 1993 roku wystawa rzeźb w Colegio de Jalisco i Instituto Cultural de México w San Antonio
- w latach 1995–1996 wystawa retrospektywna prac graficznych w Stanach Zjednoczonych
- w 1997 roku wystawę retrospektywną zorganizowało Museo Nacional Centro de Arte Reina Sofia (Narodowe Muzeum Sztuki Reina Sofia) w Madrycie
- w 1999 roku Universidad Autónoma Metropolitana zorganizował wystawę retrospektywną
- w 2000 roku kolekcja jego monumentalnych rzeźb została wystawiona na wystawie w Zócalo w na Plaza de la Constitución w mieście Meksyk z okazji jego 80. urodzin[20]
- w 2001 roku wystawa w Centro Cultural Español de Cooperación Iberoamericana w Miami
- w 2002 roku wystawa w Real Casa de Correos w Madrycie
- w 2002 roku w Meadows Museum i Southern Methodist University
- w 2003 roku wystawa w Instituto Italo-Latino Americano w Rzymie
- w 2005 roku liczne wystawy w Instituto Mora w mieście Meksyk[6].

## Odznaczenia
- Premio Nacional de Arte (Meksyk, 1987)
- Kawaler Orderu Sztuki i Literatury (Francja, 1987)
- Oficer Orderu Narodowego Legii Honorowej (Francja, 2004)
- Premio de Excelencia Universal (2005)
- Nagroda Velázqueza(inne języki) (Hiszpania, 2005)
- Krzyż Oficerski Orderu Zasługi Rzeczypospolitej Polskiej (2006)[6][18]

## Nagrody i wyróżnienia
Artysta otrzymał liczne nagrody i inne wyróżnienia za swoją sztukę i karierę za życia i pośmiertnie
- 1950 – nagroda „Salón de Invierno'”
- 1957 – nagroda José Clemente Orozco od rządu Jalisco
- 1987 – Premio Nacional de Ciencias y Premio Nacional de Artes y Literatura(inne języki)
- 1976 – nagroda VII (albo VIII[19]) Międzynarodowego Festiwalu Malarstwa w Cagnes-sur-Mer we Francji
- 1984 – złoty medal od Instituto Cultural Cabañas[6][19]
- 1987 – Premio Velázquez de Artes Plásticas od rządu Hiszpanii
- 1987 – nagroda Sztuki Jalisco[3]
- 2005 – Premio de Excelencia Universal
- 2005 – Premio Velázquez de Artes Plásticas od rządu Hiszpanii
- 2005 – złoty medal od Palacio de Bellas Artes
- 2005 – doktorat honoris causa Uniwersytetu w Colimie[4][6].

## Spuścizna
Po 2005 roku jego twórczość była upamiętniana podczas wydarzeń takich jak pośmiertna wystawa retrospektywna na Universidad Autónoma Metropolitana w 2012 roku oraz promocja jego twórczości sponsorowana przez CONACULTA w 2013 roku.

## Opracowania dotyczące Juana Soriano
- W 1998 roku Elena Poniatowska opublikowała „Juan Soriano, niño de mil años” (Juan Soriano, tysiącletni chłopiec)[20]
- W 2001 roku Arturo Ripstein nakręcił biografię Soriano zatytułowaną „Fecit-Dixit”
- W 2018 roku Tomasz Domański nakręcił film dokumentalny pt. Ogród Juana Soriano. Świadectwo spełnionego życia, przede wszystkim o Ogrodzie Rzeźb w Owczarni[1].